# Эвноя (жена Богуда)
Эвноя — супруга Богуда, царя Мавретании, правившего с 49 по 38 год до н. э.

## Биография

### Ранняя биография
Считалось, что Эвноя Мавра имела берберское происхождение, но она носила греческое имя, таким образом она могла иметь и/или греческое происхождение. Она, вероятно, обладала очень высоким статусом, так как она упоминается историком Светонием в том же контексте, что и Клеопатра.

### Замужество
В неопределённую дату раннего периода её брака с Богудом, тот предпринял экспедицию вдоль Атлантического побережья, по-видимому, отправившись в зону тропиков. Вернувшись, он подарил своей супруге гигантский тростник и спаржу, которые обнаружил в этом путешествии.
Эвноя предположительно была любовницей Гая Юлия Цезаря. Она, возможно, заняла место Клеопатры в привязанностях Цезаря, когда тот прибыл в Северную Африку перед битвой при Тапсе 6 апреля 46 года до н. э., обе были среди нескольких цариц, за которыми ухаживал Цезарь. Возможно также, что они впервые встретились в Испании, если Эвноя сопровождала своего мужа там в походе. Благодаря её короткому роману с римлянином, и Евноя, и Богуд извлекли выгоду из даров, преподнесённых им Цезарем. Цезарь покинул Африку в июне 46 года до н. э., через пять с половиной месяцев после высадки.

## В литературе
Значение романа Эвнои и Цезаря было сильно преувеличено в средневековом французском прозаическом произведении «Деяния римлян». Жанетт Бир в своей книге «Средневековый Цезарь» утверждает, что Цезарь в этом тексте «превратился в средневекового шевалье», и что автора больше интересует сексуальное доминирование Цезаря над царицей, чем его политическое доминирование, которое он имел над её мужем Богудом. Согласно этому тексту «Эвноя была самой красивой женщиной в четырёх царствах несмотря на то, что она была мавретанкой», что Бир оценила как свидетельство того факта, что читателям того времени было невообразимо поверить, что любовница Цезаря могла быть некрасивой, так как всё что было связано с маврами в то время считалось безобразным.
Эвноя также была изображена в нескольких романах о Цезаре и в серии рассказов в литературном журнале «Cornhill Magazine». В этих произведениях Эвноя часто служит фоном для отображения отношений между Цезарем и другой женщиной, главным образом Клеопатрой, как, например, в «Дневниках Клеопатры», «Окровавленной тоге» и «Когда мы были богами». В «Песне о Ниле» дочь Клеопатры Селена II, ставшая царицей Мавретании после смерти Эвнои, интересуется своей предшественницей.